# Mary Tsingou
Mary Tsingou (Mary Tsingou Menzel; ur. 14 października 1928 w Milwaukee) – amerykańska matematyczka i fizyczka pochodzenia greckiego. Była jedną z pierwszych programistek komputera MANIAC I w Los Alamos National Laboratory. Współpracowała tam między innymi z Johnem Pastą i Stanisławem Ulamem oraz Enrico Fermim w obszarach informatyki i teorii chaosu.

## Życiorys
Mary Tsingou urodziła się w Milwaukee w rodzinie greckich imigrantów. Jej ojciec był robotnikiem fabrycznym. W 1936 przeprowadzili się oni do Bułgarii z powodu Wielkiego Kryzysu, a w 1940 powrócili z powodu obawy przez rozszerzaniem się II wojny światowej, na ostatnim przedwojennym kursie pasażerskim z Włoch do Ameryki. Z powodu słabej znajomości języka angielskiego zaklasyfikowano ją wówczas do drugiej klasy szkoły podstawowej. Po nadrobieniu zaległości językowych awansowała jednak o kilka klas do przodu.
Ukończyła studia w 1951 (BS) na Uniwersytecie Wisconsin w Milwaukee, a następnie w Madison, i w 1955 (MS) na Uniwersytecie Michigan w dziedzinie matematyki. Miała zamiar być nauczycielką tego przedmiotu, jednak ok. 1951–1952 za sugestią wykładowcy zaawansowanego kursu rachunku różniczkowego zgłosiła się i została przyjęta do pracy w Laboratoriach Los Alamos jako obliczeniowiec. Aby przyspieszyć ukończenie studiów i pogodzić je z pracą uczęszczała na zajęcia letnie i wieczorowe m.in. na Uniwersytecie Kalifornijskim. Według jej relacji, gdy na finiszu studiów rozważała podjęcie oferty pracy w sektorze prywatnym w General Electric, profesor którego poprosiła o rekomendację odpowiedział, że powinna pozostać w obszarze matematyki teoretycznej – na co miała zareagować „no pięknie, ale muszę też jakoś wiązać koniec z końcem!”
Pracowała w działach teoretycznych Los Alamos, początkowo przede wszystkim w prowadzonej przez Nicholasa Metropolisa sekcji T7 zajmującej się nowym, uruchomionym w 1952 komputerem MANIAC I. Wspólnie z innymi obliczeniowcami, w większości kobietami, była odpowiedzialna za jego obsługę, programowanie w języku maszynowym, oraz optymalizację i debugowanie algorytmów dostarczanych przez fizyków w postaci wzorów matematycznych. Wymagało to np. stosowania numerycznych sposobów przybliżania funkcji trygonometrycznych. Implementowała eksperymenty numeryczne które doprowadziły do opisania problemu Fermiego–Pasty–Ulama–Tsingou. Według jej wspomnień, po jednym z badań wykorzystujących w pomysłowy sposób oscyloskop, John Pasta zwrócił uwagę, że prawdopodobnie jako pierwsi stworzyli grafikę komputerową. Była wczesną ekspertką powstałego w 1955 języka programowania Fortran. Zajmowała się obliczeniami komputerowymi przy projektach broni i energetyki nuklearnej. W czasie prezydentury Ronalda Reagana była zaangażowana w prace przy projekcie Strategic Defense Initiative, znanym potocznie jako „Star Wars”.
W 1958 poślubiła innego pracownika Los Alamos, Josepha Menzela. Razem pozostali pracownikami laboratorium aż do emerytury, i nadal mieszkają w tym miasteczku. Mają dwie córki. Nauczała okazjonalnie wieczorowe klasy matematyki na Uniwersytecie Nowego Meksyku z powodu zamiłowania do tego zajęcia.